# Леуварден (община)
Леуварден (нидерл. Leeuwarden, з.-фриз. Liwwadden, Ljouwert) — община в провинции Фрисландия (Нидерланды).

## Состав
Община включает город Леуварден (столицу провинции Фрисландия), а также:  
- Ахтер де Хувен
- Алдлан
- Билгард
- Биненстад
- Блитсерд
- Валерюсвартир
- Вестейнде
- Виленполе
- Вирдюм/Свихум
- Витгард
- Влитзоне
- Восепарквейк
- Гаутюм
- Зюдербурен
- Камингхабурен
- Леккюм/Трансваал/Вогелвейк
- Нейлан
- Олдегалилеен/Блуменбурт
- Ораниевейк
- Снаккербюрен
- Схепенбурт
- Техум
- Тьерк Хиддес/Камбурстерхук
- Фрейхейдсвейк
- Хехтерп/Схиринген
- Хемпенс-Тернс
- Хюзум-ост
- Хюзум-вест

## География
Территория общины занимает 84,10 км², из которых 79,16 км² — суша, и 4,94 км² — водная поверхность. На 1 января 2010 года в общине проживал 94 131 человек.